# Venetian Islands (Florida)
Le Venetian Islands, (traduzione in italiano: Isole Veneziane), sono un insieme di isole artificiali nella baia di Biscayne che appartengono ai comuni di Miami e Miami Beach, in Florida. Si tratta di 7 isole, 6 delle quali abitate: Biscayne Island e San Marco Island che appartengono a Miami, San Marino Island, Di Lido Island, Rivo Alto Island e Belle Isle che appartengono a Miami Beach. La settima isola, disabitata, fu costruita nel 1920 in onore del pioniere Henry Flager, considerato come il fondatore di Miami. Le isole sono connesse tra loro attraverso dei ponti, dalla parte continentale di Miami fino a Miami Beach, in una strada chiamata Venetian Causeway.
Il progetto originale delle Venetian Island prevedeva la costruzione di più isole, connesse attraverso un ponte di legno che, all'epoca della sua costruzione nel 1913, era il più lungo del mondo. Il ponte di legno fu sostituito dagli attuali ponti in cemento a partire dal 1926.